# دهه ۱۵۶۰ (پیش از میلاد)
دهه ۱۵۶۰ (پیش از میلاد) صد و پنجاه و ششمین دهه قبل از مبدا شروع تقویم میلادی است.